# Дума Вільям-Фредерік
Ві́льям-Фредері́к Ду́ма (20 жовтня 1936, Калґарі, провінція Альберта, Канада) — художник. Член Королівської канадської академії мистецтв (1995).
Закінчив Альбертський коледж мистецтв (1962), подорожував і навчався у Європі 1962—63.
Персональні виставки — в Альберті (1974), Едмонтоні (1965), Гамблтоні (Келовна, 1966).
Основний жанр — краєвид («Мінливе світло», «Колір осені», «Підгір'я Альберти», «Під водою»).
Роботи зберігаються в Альбертському мистецькому фонді.